# Precios corrientes
La expresión precios corrientes, en economía, define los precios de los bienes y servicios según su valor nominal y el momento en que son considerados. Se opone a la definición de precios constantes, es decir, aquella que define los precios que, pertenecientes a períodos distintos, son corregidos el uno con respecto al otro mediante un factor, normalmente la inflación.